# Highway 401

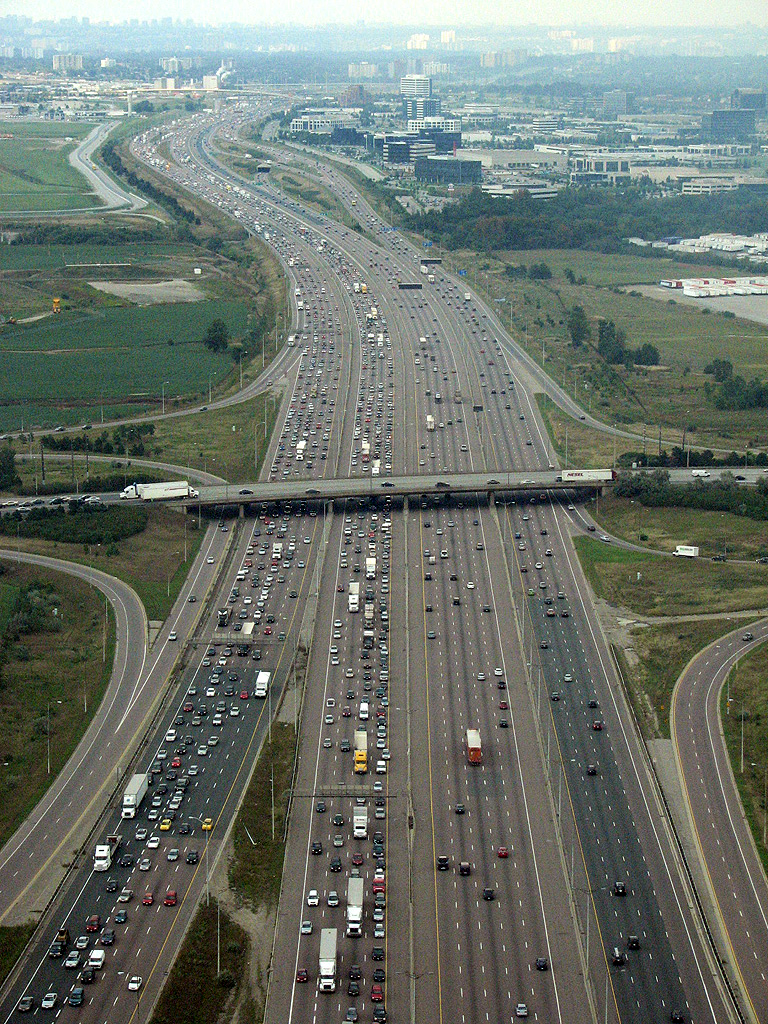
Highway 401 em Ontário, no Canadá, a mais movimentada da América do Norte.

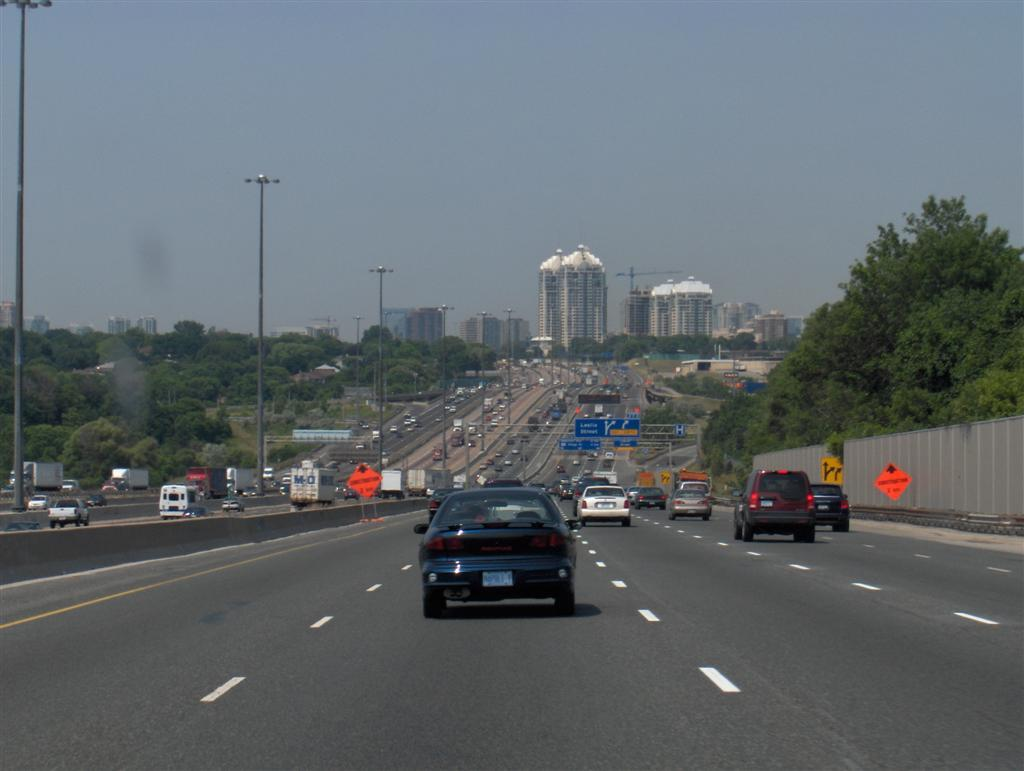
Vista da Highway 401 e do trevo rodoviário formado juntamente com a Leslie Street.

A Highway 401, também conhecida como Via Expressa Macdonald-Cartier, é uma rodovia localizada em Ontário, Canadá, e ao mesmo tempo uma via expressa em sua extensão. É uma rodovia provincial, diretamente administrada pela província de Ontário. Corre entre Windsor e a fronteira do Quebec, onde continua com o nome de Quebec Autoroute 20. A Highway 401, ao longo de seu trecho em Toronto, é considerada a via expressa mais movimentada do mundo, possuindo entre cinco e oito faixas por sentido na maior parte da Região Metropolitana de Toronto.